# 高翔 (动物学家)
高翔，南京大学教授、南京大学模式动物研究所创始人。任中华人民共和国教育部第四批"长江学者"特聘教授，曾获的中国国家科技进步二等奖和教育部科技进步特等奖。